# Angulomycetaceae
Angulomycetaceae är en familj av svampar. Angulomycetaceae ingår i ordningen Rhizophydiales, klassen Chytridiomycetes, divisionen pisksvampar och riket svampar.
|                  | Rhizophydiaceae               |
|                  |                               |
|                  | Protrudomycetaceae            |
|                  |                               |
|                  | Pateramycetaceae              |
|                  |                               |
|                  | Kappamycetaceae               |
|                  |                               |
|                  | Gorgonomycetaceae             |
|                  |                               |
|                  | Globomycetaceae               |
|                  |                               |
|                  | Aquamycetaceae                |
|                  |                               |
| Angulomycetaceae | \| \| Angulomyces \| \| \| \| |
|                  | \| \| Angulomyces \| \| \| \| |
|                  | Terramycetaceae               |
|                  |                               |
|                  | Batrachochytrium              |
|                  |                               |
|                  | Angulomyces                   |
|                  |                               |

|  | Angulomyces |
|  |             |